# Plantago unibracteata
Plantago unibracteata är en grobladsväxtart som beskrevs av K. Rahn. Plantago unibracteata ingår i släktet kämpar, och familjen grobladsväxter. Inga underarter finns listade i Catalogue of Life.